# Stibara nigricornis
Stibara nigricornis là một loài bọ cánh cứng trong họ Cerambycidae.